# Masahiro Yamada
Masahiro Yamada (japoneză 山田 昌弘 — Yamada Masahiro; n. 30 noiembrie 1957, Kita, Tōkyō, Japonia) este un sociolog japonez, cunoscut pentru stabilirea unor noi termeni în sociologie, precum „celibatar parazit”. A studiat la Universitatea Tokio și acum predă la Universitatea de arte liberale din Tokio⁠(d).